# 羅馬浴場2
《羅馬浴場2》（テルマエ・ロマエ II）是一部與澡堂/浴場有關的時空穿越電影，並涉及到日本的文化和羅馬帝國的歷史。本片由前集《羅馬浴場》原班人馬武內英樹擔任導演，阿部寬、上戶彩、北村一輝、市村正親為主要演員，改編自山崎麻里漫畫作品《羅馬浴場》。日本於2014年4月26日上映。

## 劇情
古羅馬澡堂建築家路西斯這次奉命要建造具有療癒效果、給羅馬競技場中的角鬥士使用的浴場。當路西斯在浴池旁陷入苦思時，手突然被水吸入，等到從水面出來時，已是「扁臉族的角鬥士」浴池 (實為日本相撲力士的浴池)，之後路西斯被一群力士抬到相撲比賽場地，路西斯亦學習了日本的相撲文化。回到澡堂，路西斯又經歷了像腳底按摩石、按摩椅、溫泉粉等「高科技」產品，這些又被他帶回去羅馬了。
接著，安敦尼奧 (安東尼)請求路西斯打造一個兒童專用的浴池，之後路西斯又再度被水吸入，到了日本的滑水道，在此時，巧遇了山越真實，並得知「烏托邦」一詞。之後眼睛被突如其來的水槍射擊，因流淚而回到羅馬，並打造了滑水道和吹泡泡的技術，受到孩子們和元老院的歡迎。
隨後路西斯受到皇帝哈德良的請求－打造一個和平浴場 (烏邦托浴場)，此時卻被元老院聽到了，並想要除掉路西斯。在建造工程時，路西斯得知在潘諾尼亞的凱歐尼烏斯想要一個可以運送到那裡的浴缸，當路西斯坐在井邊苦思時，因意外墜入井中，到了日本學習到了木桶浴缸的製法，並帶回羅馬。
之後路西斯遇到奉元老院之命要殺掉路西斯的山賊，正好路西斯發現了溫泉，開挖完畢後就直接泡在裡面，山賊們憤而衝向他，此時路西斯又再度穿越時空，到了日本的溫泉田，再度遇到山越真實，看到了打地鼠、公開處決 (實為魔術秀)，因看到魔術而昏迷，後被扁臉族的百人隊長 (館野)叫醒，並跟他去吃飯，喝了啤酒、吃了拉麵、煎餃，還看到日本的貨幣，樣樣都很新奇。隨後真實找到他了，並邀他一起去泡湯，路西斯看到如此祥和、沒有淫亂的混浴，非常感動而流淚，回到了山賊們泡著的溫泉，並跟他們說他們有工作了 (如賣麵等)。
路西斯得知凱歐尼烏斯得了病，正趕回來治病時，因閃到腰跌入水中，穿越時空倒在山越旅館的浴池裡，真實以為他是得了肺結核趕去找醫生，但是因為是閃到腰，所以靠針灸、按摩就治好了，但是肚子起了作用，所以趕去廁所 (進到女廁所)，再度遇見馬桶，並見識到了自動除臭和洗屁股功能之女性廣角清洗。之後真實來不及阻止，路西斯吃了芥末壽司而催淚，剛好他們兩個跌入池中，一起到了古羅馬。
凱歐尼烏斯回來了，但因入浴造成病情惡化，他對路西斯的最後請求是見到他的哥哥杰尤涅斯。於是安東尼、真實和路西斯便前往競技場尋找，真的發現杰尤涅斯，他和元老院正告訴大眾他就是凱歐尼烏斯，安東尼等人跳出來反駁，不巧真實的《羅馬帝國的繁榮與滅亡》掉了出來，被杰尤涅斯撿到，並向大眾宣布她是女巫，要抓起來判死刑。路西斯對於哈德良帝病倒和真實被抓走兩件事非常苦惱，此時天上瞬間落雷，把路西斯傳去找浪越德三郎－教授手指按摩的老師－並把他帶回古羅馬治療哈德良，那些相撲力士也追了上去，一起到了古羅馬。之後路西斯找到了真實，並成功救出。杰尤涅斯得知兩人逃跑，便前往討伐。浴場建築工人和杰尤涅斯帶領的軍隊交戰於工地，在杰尤涅斯要殺掉真實時，凱歐尼烏斯及時趕到制止。之後因為相撲力士的幫助，一陣天搖地動，神賜之泉湧了出來，烏托邦浴場終於完成了，此時哈德良駕到，並誇讚路西斯。
傍晚時分，真實和路西斯在海邊，路西斯告訴真實他接著要去潘諾尼亞建造浴場，但是真實依據《羅馬帝國的繁榮與滅亡》說他會在3個月後意外身亡，不料路西斯卻說：「哪怕妳說的是真的，身為浴場建築師，能死在浴場建設中是我的榮幸」真實說她不想和路西斯分開，這個場面太過催淚，於是真實回到了日本。
後來真實的漫畫出名，並要拍成電影，在拍攝現場時路西斯拿著《羅馬帝國的繁榮與滅亡》居然突然從井中出來。至此全片劇終。

## 角色
| 角色                             | 人物介紹                               | 演員     | 配音                       |
| -------------------------------- | -------------------------------------- | -------- | -------------------------- |
| 路西斯·昆特斯·慕德斯特           | 古羅馬的澡堂建築家。                   | 阿部寬   | 香港：陳欣：台灣：蘇振威   |
| 山越真實                         | 日本的漫畫家。                         | 上戶彩   | 香港：曾佩儀；台灣：鄭可欣 |
| 魯奇烏斯·凱歐尼烏斯·康茂德       | 哈德良養子。預定的下任羅馬帝國皇帝。   | 北村一輝 | 香港：潘文柏；台灣：莊汶錡 |
| 杰尤涅斯                         | 凱歐尼烏斯的哥哥。冒充自己是凱歐尼烏斯 | 北村一輝 | 香港：潘文柏；台灣：莊汶錡 |
| 普布里烏斯·埃里烏斯·哈德良安努斯 | 古羅馬第14代皇帝。                     | 市村正親 | 香港：朱子聰；台灣：袁光麟 |
| 館野                             | 山越旅館的常客。                       | 竹內力   | 香港：葉振聲               |
| 安敦尼奧·派阿斯                  |                                        | 宍戶開   | 香港：梁偉德               |
| 山越修造                         | 真實的父親。                           | 笹野高史 | 香港：招世亮               |
| 山越由美                         | 真實的母親。                           | 木村綠子 | 香港：雷碧娜               |

## 製作

### 環境
本片製作團隊斥資前往保加利亞取景，並在製片廠耗資70億日幣搭建幾乎是1:1大小的羅馬競技場模型。

### 演員
日本相撲選手和羅馬角鬥士方面，製作團隊找來現役及退役的相撲選手來飾演，如曙太郎、琴歐洲勝紀。
臨時演員是呈現場面壯觀程度的一大條件，前集《羅馬浴場》動員1000名臨時演員，在這集增加至5000名，場面更加壯觀。

### 穿越時空之串場
前集當路西斯在穿越時空時總會有一個人隨著配樂指揮，在本集仍有，且加入了自己的故事。第一次 (到相撲選手的浴場)仍與前集相同，無特別之處；第二次 (到兒童浴場)出現了他的小孩，並和他在玩水；第三次 (到溫泉田)則是和他的老婆吵架；第四次 (真實和路西斯同時穿越)則是他的妻小離他而去。
最後片尾曲時，他的老婆小孩還是有回來的。

## 外部連結
- 官方网站
- 互联网电影数据库（IMDb）上《羅馬浴場2》的资料（英文）
- 開眼電影網-羅馬浴場2 （页面存档备份，存于）
- 電影維基-羅馬浴場2
- 中文世界大典-羅馬浴場2